# Saint-Roch
Pour les articles homonymes, voir Saint-Roch (homonymie).
Saint-Roch est une commune française située dans le département d'Indre-et-Loire en région Centre-Val de Loire. Ses habitants sont appelés les Rochiens.

## Géographie

### Localisation et communes limitrophes
La commune de Saint-Roch se trouve au nord du département d'Indre-et-Loire, dans la région historique de Touraine. À vol d'oiseau, Saint-Roch se situe à 9,6 km au nord-ouest de Tours, préfecture du département d'Indre-et-Loire et à 34 km au sud de Château-Renault, chef-lieu du canton auquel la commune est rattachée depuis février 2015.
Saint-Roch fait partie de l'aire urbaine de Tours et est limitrophe de plusieurs communes :
| Pernay | Semblançay | Charentilly                |
| Luynes | Saint-Roch |                            |
| Luynes | Fondettes  | La Membrolle-sur-Choisille |

Le territoire de la commune s'étire du nord vers le sud en une bande assez étroite, aux contours irréguliers, de part et d'autre de la D36.
La superficie du territoire de Saint-Roch est de 480 hectares (au 1er janvier 2014), bien inférieure à la superficie moyenne d'une commune de France métropolitaine qui s'établit à 1 510,2 hectares,. La commune dispose de la seconde plus faible superficie du département.

### Hydrographie

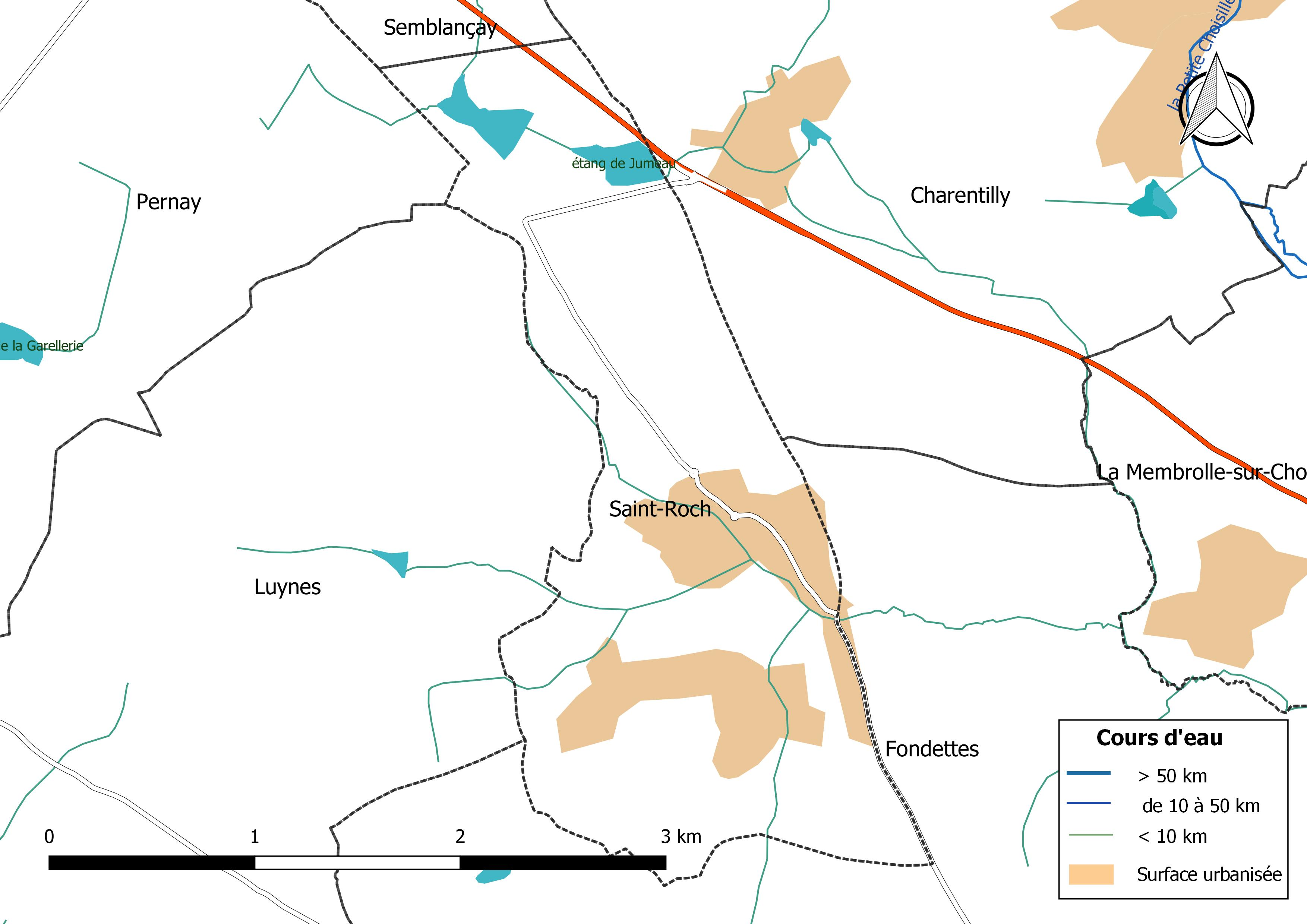
Réseau hydrographique de Saint-Roch.

Le réseau hydrographique communal, d'une longueur totale de 6,37 km, comprend six petits cours d'eau pour certains temporaires,.
Deux zones humides ont été répertoriées sur la commune par la direction départementale des territoires (DDT) et le conseil départemental d'Indre-et-Loire : « l'étang de Jumeau » et « l'étang du Tremblay »,.

### Climat
Pour des articles plus généraux, voir Climat du Centre-Val de Loire et Climat d'Indre-et-Loire.
En 2010, le climat de la commune est de type climat océanique dégradé des plaines du Centre et du Nord, selon une étude du CNRS s'appuyant sur une série de données couvrant la période 1971-2000. En 2020, Météo-France publie une typologie des climats de la France métropolitaine dans laquelle la commune est exposée à un climat océanique altéré et est dans la région climatique  Moyenne vallée de la Loire, caractérisée par une bonne insolation (1 850 h/an) et un été peu pluvieux. 
Pour la période 1971-2000, la température annuelle moyenne est de 11,2 °C, avec une amplitude thermique annuelle de 14,7 °C. Le cumul annuel moyen de précipitations est de 684 mm, avec 11,1 jours de précipitations en janvier et 6,5 jours en juillet. Pour la période 1991-2020, la température moyenne annuelle observée sur la station météorologique de Météo-France la plus proche, sur la commune de Fondettes à 5 km à vol d'oiseau, est de 11,9 °C et le cumul annuel moyen de précipitations est de 725,7 mm,. Pour l'avenir, les paramètres climatiques de la commune estimés pour 2050 selon différents scénarios d'émission de gaz à effet de serre sont consultables sur un site dédié publié par Météo-France en novembre 2022.

### Voies de communication et transport

#### Liaisons aériennes
À 22 minutes de trajet routier depuis Saint-Roch, l'aéroport de Tours Val de Loire (code IATA : TUF • code OACI : LFOT) propose en 2014 des dessertes régulières à destination d'Ajaccio, Figari, Marseille, Dublin, Londres-Stansted, Marrakech et Porto ; d'autres dessertes, saisonnières ou occasionnelles, sont assurées.

#### Infrastructure routière
La commune de Saint-Roch se trouve sur la D36 qui part de la Loire, sur Fondettes, et rejoint la D959 à hauteur de Charentilly ; cette route, qui dessert le centre-bourg, traverse du sud au nord le territoire communal et sert sur le premier tiers de son tronçon, jusqu'au pont sur la Petite-Choisille, de limite avec la commune de Fondettes.

#### Transport en commun
La commune est, en 2014, desservie par la ligne R du réseau Rémi, ex- Touraine Fil vert, le réseau interurbain de transport par autocar du conseil régional Centre-Val de Loire. Cette ligne, qui relie Château-la-Vallière à Tours, propose trois à quatre dessertes quotidiennes aux arrêts de bus situés sur la commune.
La commune de Saint-Roch est la dernière commune de la ligne avant l'entrée dans le réseau Fil bleu, les transports en commun de l'agglomération de Tours, et fait office de seul point de passage commun entre les différents départs et terminus de la ligne R, ce qui en fait un lieu de changement de bus pour de nombreux usagers.
L'arrêt de Fil bleu le plus proche, situé sur la commune de Fondettes, est situé à moins de 5 km.

## Urbanisme

### Typologie
Au 1er janvier 2024, Saint-Roch est catégorisée bourg rural, selon la nouvelle grille communale de densité à sept niveaux définie par l'Insee en 2022.
Elle appartient à l'unité urbaine de Tours, une agglomération intra-départementale regroupant 38  communes, dont elle est une commune de la banlieue,,. Par ailleurs la commune fait partie de l'aire d'attraction de Tours, dont elle est une commune de la couronne,. Cette aire, qui regroupe 162 communes, est catégorisée dans les aires de 200 000 à moins de 700 000 habitants,.

### Occupation des sols
L'occupation des sols de la commune, telle qu'elle ressort de la base de données européenne d’occupation biophysique des sols Corine Land Cover (CLC), est marquée par l'importance des territoires agricoles (58,4 % en 2018), en diminution par rapport à 1990 (64,4 %). La répartition détaillée en 2018 est la suivante : 
prairies (51 %), forêts (22,1 %), zones urbanisées (19,5 %), zones agricoles hétérogènes (6,9 %), terres arables (0,5 %). L'évolution de l’occupation des sols de la commune et de ses infrastructures peut être observée sur les différentes représentations cartographiques du territoire : la carte de Cassini (XVIIIe siècle), la carte d'état-major (1820-1866) et les cartes ou photos aériennes de l'IGN pour la période actuelle (1950 à aujourd'hui).

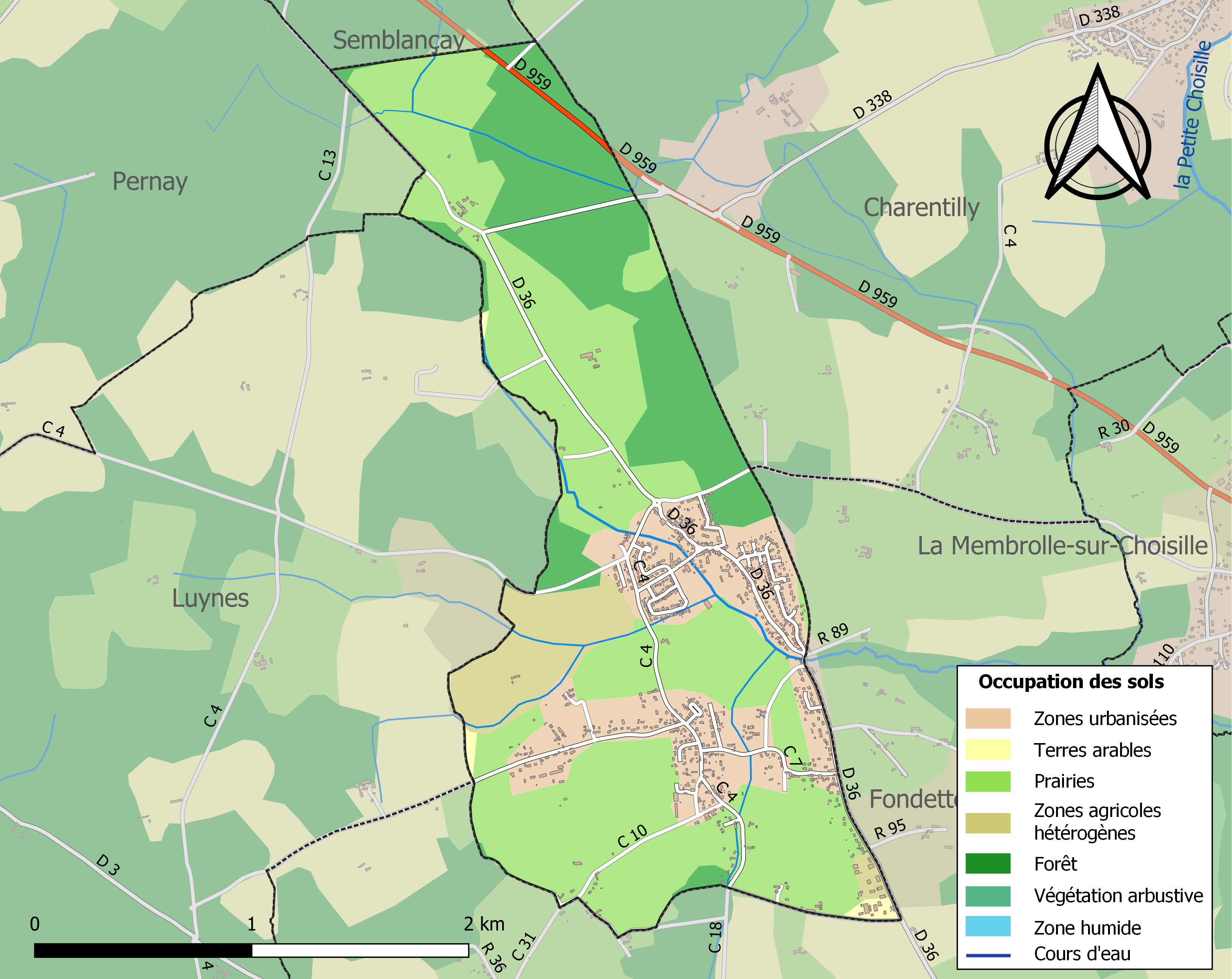
Carte des infrastructures et de l'occupation des sols de la commune en 2018 (CLC).

### Risques majeurs
Le territoire de la commune de Saint-Roch est vulnérable à différents aléas naturels : météorologiques (tempête, orage, neige, grand froid, canicule ou sécheresse) et séisme (sismicité faible). Un site publié par le BRGM permet d'évaluer simplement et rapidement les risques d'un bien localisé soit par son adresse soit par le numéro de sa parcelle.

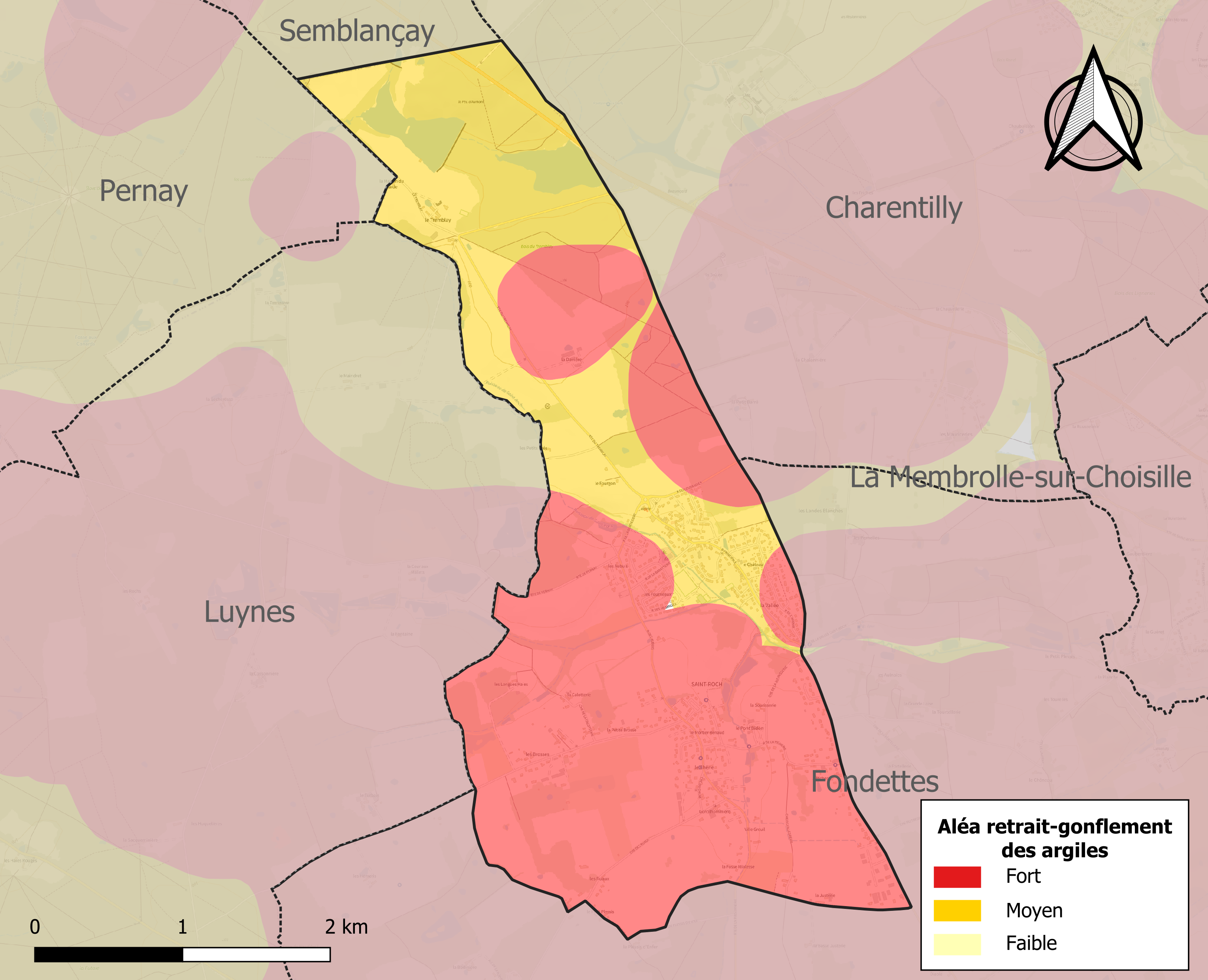
Carte des zones d'aléa retrait-gonflement des sols argileux de Saint-Roch.

Le retrait-gonflement des sols argileux est susceptible d'engendrer des dommages importants aux bâtiments en cas d’alternance de périodes de sécheresse et de pluie. La totalité de la commune est en aléa moyen ou fort (90,2 % au niveau départemental et 48,5 % au niveau national). Sur les 496 bâtiments dénombrés sur la commune en 2019, 495 sont en aléa moyen ou fort, soit 100 %, à comparer aux 91 % au niveau départemental et 54 % au niveau national. Une cartographie de l'exposition du territoire national au retrait gonflement des sols argileux est disponible sur le site du BRGM,.
Concernant les mouvements de terrains, la commune a été reconnue en état de catastrophe naturelle au titre des dommages causés par la sécheresse en 1996, 2005 et 2011 et par des mouvements de terrain en 1999.

## Histoire
Le village de Saint-Roch est sans doute très ancien bien qu'on n'en retrouve des traces écrites que depuis le XIIe siècle. Le lieudit le Château (actuellement le lotissement du Clos Romain) était sans doute un oppidum (fortification) gaulois très important.
La voie romaine, ou chemin de César, allait de Rennes à Poitiers en empruntant une partie du territoire communal : cette route était un axe majeur de communication jusqu'à récemment. Aujourd'hui, certains tronçons de cette route sont recouverts par la RD 36 mais d'autres sont encore visibles sur la partie qui est restée un chemin de randonnée et qui sert de frontière avec le nord de la commune de Fondettes et l'ouest de Charentilly.
Vers le Xe siècle, une chapelle Saint-Rémi (saint protecteur des invasions) fut érigée. En 1106, Philippe, abbé de Saint-Julien, donne aux moines l'ordre de faire fructifier les terres autour du village. Ici, le seigneur c’est donc l’Église, le fief de Saint-Rémi/Saint-Roch appartenant à l'abbaye de Saint-Julien jusqu'à la Révolution. La chapelle relevait à l'origine à la paroisse de Vallières dont elle fut détachée en 1316 pour devenir une paroisse indépendante.
La région était marécageuse et de nombreux étangs ont été aménagés par les moines pour pratiquer l’élevage de poissons, à destination des différents monastères de la région. L'humidité dégagée par ces étangs rendait l’air malsain, ce qui favorisa de nombreuses épidémies au XVIe siècle et au XVIIe siècle. Le plus grand recouvrait toute la vallée dans laquelle coule maintenant le ruisseau de Saint-Roch. Il alimentait à son extrémité sud un moulin de XIVe siècle ; le bâtiment existe encore et a été longtemps visible depuis le pont avant d'être caché par un mur. Les étangs furent asséchés aux XIXe et XXe siècles. Le seul qui subsiste est l'étang de Jumeau.
Au XVIIe siècle, Saint Rémi n’était plus indispensable pour protéger les populations (il n'y avait plus d’invasions). La chapelle fut donc dédiée à Saint Roch qui protège contre les maladies (1615).
À l'époque de la Révolution, entre 1794 et 1795, Saint-Roch fut appelé « La Montagne » mais retrouva son ancien nom très rapidement.
Depuis les années 1970, la population du village a décuplé.

## Blasonnement
|  | Les armoiries de Saint-Roch se blasonnent ainsi : De gueules à la cotice en barre cousue d'azur chargée de cinq fleurs de lys d'or, accompagnée en chef de saint Roch contourné d'argent, mouvant de la cotice, vêtu en pèlerin, le visage de sable dissimulé sous un capuchon et tenant sous son bras droit un pain rond d'or, et en pointe d'un chien assis d'argent ; le tout enfermé dans une bordure cousue aussi d'azur combinée avec la cotice et chargée, en pointe, de la base d'un tronc de chêne arraché, en chef et aux flancs, de trois branches de chêne feuillées de deux pièces et englantées d'une posées en croix et, aux angles, de quatre branches feuillées de trois pièces et englantées de deux posées en sautoir, le tout d'or mouvant du trait de la bordure. |

## Politique et administration
| Période   | Période   | Identité            | Étiquette    | Qualité                                     |
| --------- | --------- | ------------------- | ------------ | ------------------------------------------- |
| mai 1908  | mai 1953  | James Lemaitre      | SE           | Constructeur du château du Tremblay         |
| mai 1953  | mars 1970 | Ernest Van de Velde | SE           | Auteur de la Méthode Rose                   |
| mars 1970 | mars 1995 | James Persyn        | SE           |                                             |
| mars 1995 | mars 2008 | Christian Fournier  | SE           | Ébéniste                                    |
| mars 2008 | En cours  | Alain Anceau        | DVD puis UDI | Cadre, conseiller départemental depuis 2021 |

## Population et société

### Démographie
L'évolution du nombre d'habitants est connue à travers les recensements de la population effectués dans la commune depuis 1793. Pour les communes de moins de 10 000 habitants, une enquête de recensement portant sur toute la population est réalisée tous les cinq ans, les populations de référence des années intermédiaires étant quant à elles estimées par interpolation ou extrapolation. Pour la commune, le premier recensement exhaustif entrant dans le cadre du nouveau dispositif a été réalisé en 2006.

En 2022, la commune comptait 1 335 habitants, en évolution de +5,45 % par rapport à 2016 (Indre-et-Loire : +1,67 %, France hors Mayotte : +2,11 %).
| 1793 | 1800 | 1806 | 1821 | 1831 | 1836 | 1841 | 1846 | 1851 |
| ---- | ---- | ---- | ---- | ---- | ---- | ---- | ---- | ---- |
| 219  | 219  | 197  | 232  | 239  | 252  | 233  | 242  | 240  |

| 1856 | 1861 | 1866 | 1872 | 1876 | 1881 | 1886 | 1891 | 1896 |
| ---- | ---- | ---- | ---- | ---- | ---- | ---- | ---- | ---- |
| 235  | 253  | 247  | 233  | 237  | 258  | 248  | 265  | 252  |

| 1901 | 1906 | 1911 | 1921 | 1926 | 1931 | 1936 | 1946 | 1954 |
| ---- | ---- | ---- | ---- | ---- | ---- | ---- | ---- | ---- |
| 232  | 234  | 226  | 179  | 180  | 163  | 168  | 212  | 234  |

| 1962 | 1968 | 1975 | 1982 | 1990 | 1999 | 2006  | 2011  | 2016  |
| ---- | ---- | ---- | ---- | ---- | ---- | ----- | ----- | ----- |
| 240  | 223  | 257  | 535  | 853  | 871  | 1 168 | 1 248 | 1 266 |

| 2021  | 2022  | - | - | - | - | - | - | - |
| ----- | ----- | - | - | - | - | - | - | - |
| 1 308 | 1 335 | - | - | - | - | - | - | - |

En 2007, il y avait 411 logements dont 395 constituaient le foyer familial primaire, 10 étaient des résidences secondaires et 6 maisons étaient occupés par des personnes en situation de chômage. 402 logements étaient des appartements. Sur les 395 logements primaire, 341 étaient occupés par leurs propriétaires, 48 ont été loués et occupés par des locataires et 5 ont été cédées à titre gratuit. 350 maisons avaient une place de stationnement. En 1995, il y avait deux voitures privées ou plus par logement pour 290 d'entre eux.

### Enseignement
Saint-Roch se situe dans l'Académie d'Orléans-Tours (Zone B) et dans la circonscription de Joué-les-Tours.
L'école primaire accueille les élèves de la commune.

## Économie
En 2009, à Saint-Roch il y avait 424 unités fiscales qui constituaient 1266 personnes, la recette fiscale annuelle moyenne par personne était de  21 046 €.

### Activités économiques
Sur les 47 établissements qui existaient en 2007, un était une entreprise alimentaire, 7 d'entreprises de fabrication d'autres produits industriels, 13 entreprises de construction, 12 sociétés de négoce et de réparation automobile, une société de l'auberge et un restaurant, une société de l'information et de communication, deux sociétés immobilières, 7 sociétés de services, une entité de l'administration publique et deux entreprises classées comme à « autres activités de services ».
Sur les 18 établissements de services existants en 2009, 3 sont de l'équipement de réparation d'automobiles et agricoles, 1 palette, 2 peintres, 1 plâtrier, 1 menuiserie, 1 plomberie, 5 électriciens et 1 restaurant.
Le seul établissement commercial qui existait en 2009 était une boulangerie.
En 2000, à Saint-Roch, il y avait quatre fermes.

## Lieux et monuments
- Le chêne de la liberté (1790) désormais sculpté par Jean Vindras et Fodé Bayo.
- Monument aux morts (1914-1918/1939-1945).
- Chœur de l’église (XIe siècle).
- Sculptures de Michel Audiard, sculpteur tourangeau, représentant un orchestre d’animaux.
- Reproduction d'une borne milliaire de l'époque romaine
- Le "Château" du Tremblay (en fait une belle demeure bourgeoise), propriété privée (1840) et ses dépendances (ancien relais de poste de 1680)
- Voie romaine allant du sud de l'Espagne au nord de la Gaule (tronçon de Poitiers au Mans).

## Personnalités liées à la commune
- Ernest Van de Velde, auteur de la Méthode Rose pour piano, a fait entièrement reconstruire le "château" du Tremblay et y vécut jusqu'à sa mort,
- Pascal Nègre possède le "château" du Tremblay[36].